# Prunella Ransome
Pour les articles homonymes, voir Ransome.
Prunella Ransome est une actrice anglaise née le 18 janvier 1943 à Croydon au Royaume-Uni, le 4 mars 2002.

## Filmographie
- 1967 : Far from the Madding Crowd : Fanny Robin
- 1968 : Kenilworth (téléfilm) : Amy Robsart
- 1969 : Alfred le Grand, vainqueur des Vikings (Alfred the Great) : Aelhswith
- 1970 : A Family at War (série télévisée) : Dominique Brehaut
- 1970 : Amicalement vôtre (The Persuaders) : L'Héritage Ozerov (The Ozerov Inheritance), de Roy Ward Baker (série télévisée) : Princess Alexandra
- 1971 : Le Convoi sauvage (Man in the Wilderness) : Grace Bass, Zachary's Wife
- 1972 : Les Désaxées : Patricia
- 1976 : Sky (série télévisée) : Susannah
- 1976 : Les Révoltés de l'an 2000 (¿Quién puede matar a un niño?) : Evelyn
- 1976 : Dangerous Knowledge (téléfilm) : Laura Marshall
- 1973 : Warship (série télévisée) : Zoe Carter (1977) Series 4
- 1978 : A Horseman Riding By (feuilleton TV) : Claire Derwent / Craddock
- 1979 : Crime et châtiment ("Crime and Punishment") (feuilleton TV) : Dounia
- 1980 : Les Tigres sont lâchés (L'Isola del gabbiano) : Barbara Carey
- 1984 : Sorrell and Son (feuilleton TV) : Fanny Garland
- 1996 : Heartbeat (épisode : Snapped) : Mrs. McInver